# Fjallavatn

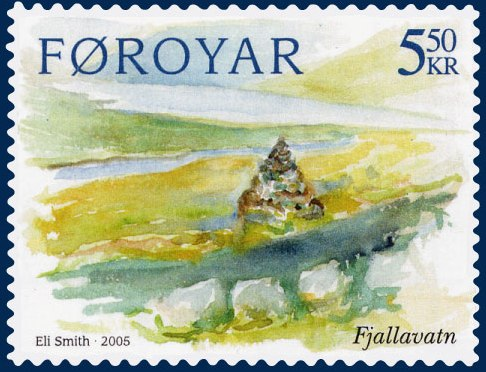
El Fjallavatn, en una pintura de Eli Smith de 2005.

Fjallavatn es el nombre de un lago en las Islas Feroe, Dinamarca, ubicado en el norte de la isla Vágar. Con 1 km² de superficie, es el segundo mayor lago del archipiélago, por detrás del Sørvágsvatn.
Su nombre significa "lago de las montañas" y se encuentra en un lugar aislado al que sólo se puede acceder a pie por una ruta de senderismo. El lago desagua hacia el norte, conectándose con la cascada Reipsáfoss, que cae directamente al Atlántico Norte, al este de Víkar.